# Gilded Age

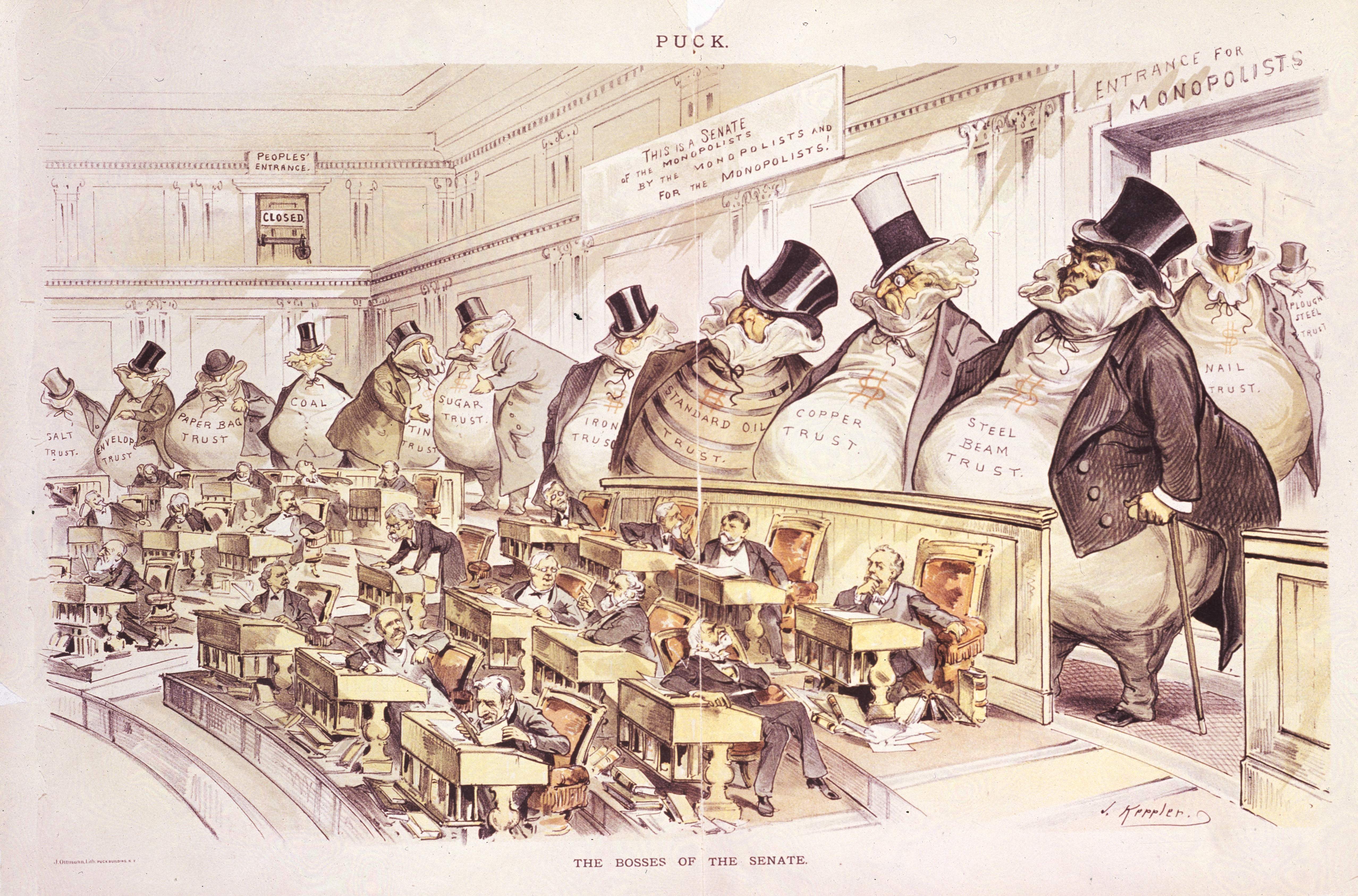
The Bosses of the Senate, di Joseph Keppler. L'illustrazione raffigura dei capitani d'industria obesi che hanno il controllo sul 50° Congresso

Nella storia degli Stati Uniti con Gilded Age, in italiano Età dell'oro o Età dorata statunitense, ci si riferisce al periodo che va dal 1870 al 1901, partendo dalla presidenza di Ulysses S. Grant per terminare con la presidenza di William McKinley.

## Storia

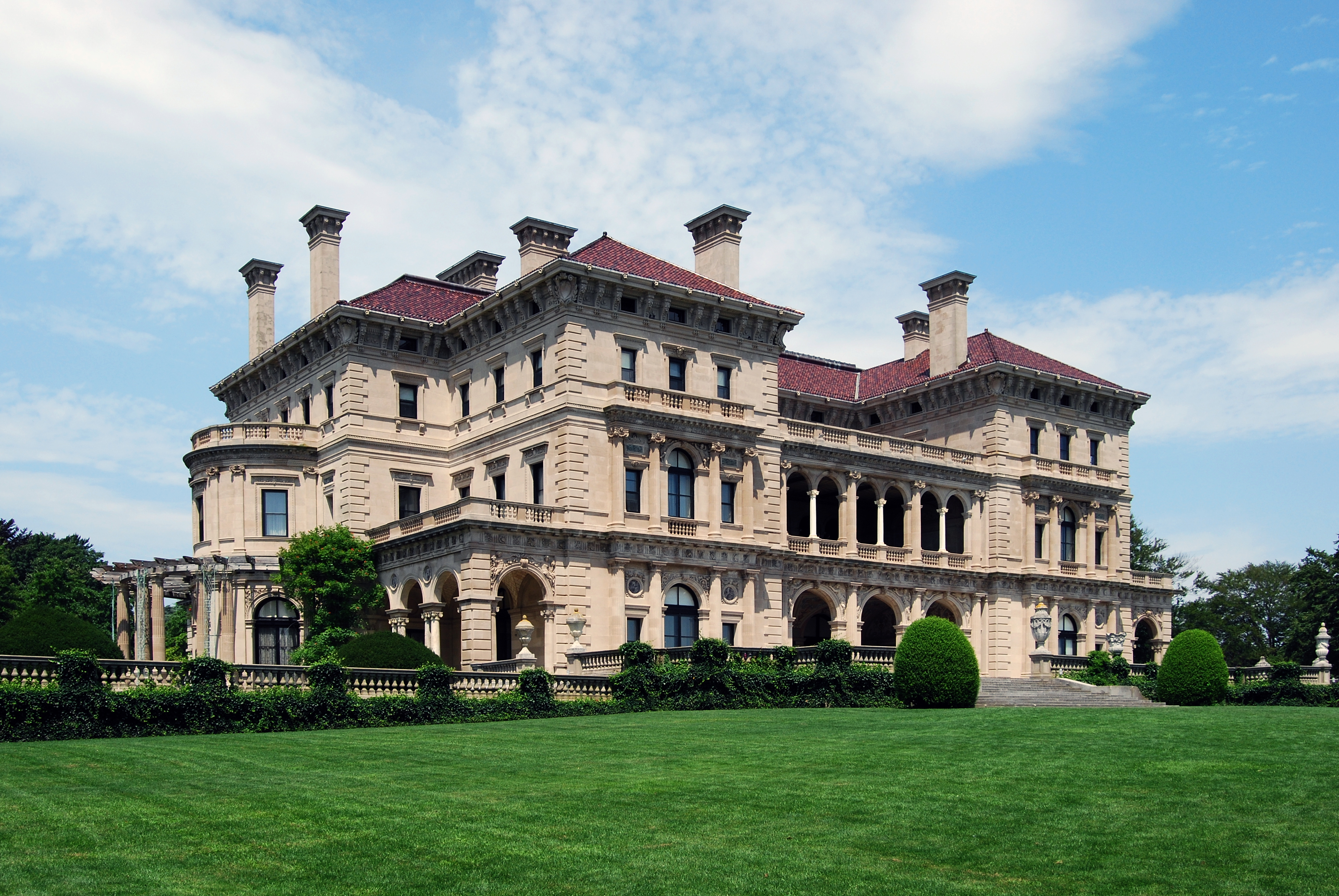
The Breakers, una magione della Gilded Age a Newport nel Rhode Island

Il termine per questo periodo entrò in uso nei decenni del 1920 e 1930 e fu derivato dal romanzo L'età dell'oro del 1873 dello scrittore Mark Twain, che satireggia un'epoca di gravi problemi sociali mascherati da una sottile doratura. La Gilded Age coincide grosso modo con la seconda metà dell'età vittoriana in Gran Bretagna e la prima metà della Belle Époque in Francia.
L'età dell'oro statunitense è stata un periodo di rapida crescita economica, in particolare nel nord e nell'ovest. Poiché i salari americani erano diventati molto superiori a quelli europei, soprattutto per i lavoratori qualificati, il periodo vide un afflusso di milioni di immigrati europei oltreoceano. La rapida espansione dell'industrializzazione portò alla crescita dei salari reali del 60% tra il 1860 e il 1890, distribuiti tra la sempre crescente forza lavoro. Il salario medio annuo per lavoratore industriale (tra cui uomini, donne e bambini) passò da circa $380 nel 1880 a $564 nel 1890, un incremento del 48%. Tuttavia, l'età dell'oro statunitense fu anche un'epoca di povertà e disuguaglianza, poiché milioni di immigrati - molti provenienti da nazioni europee impoverite - si riversarono negli Stati Uniti in massa e l'alta concentrazione della ricchezza diventò più visibile e controversa (ciò avrebbe portato al periodo del populismo di fine Ottocento e nel 1909 a introdurre il XVI emendamento della Costituzione e a istituire una income tax stabile e permanente).